# Sandpits British Cemetery
Le Sandpits British Cemetery est un cimetière de la Première Guerre mondiale situé à Fouquereuil dans le département français du Pas-de-Calais. Imaginé par l'architecte britannique Edwin Lutyens, le cimetière accueille 394 victimes.

## Histoire
Le cimetière a été ouvert par le 13e corps d'armée du Royaume-Uni au début de la progression allemande en avril 1918 et a été utilisé jusqu'en septembre de la même année.

## Victimes
Dans ce cimetière reposent 394 victimes (393 britanniques et 1 indienne).
Les victimes britanniques se composent de : 39 membres du Royal Écossais, 39 membres du Royal Fusiliers, 38 membres du King's Shropshire Light Infantry (en), 36 membres des Fusiliers royaux écossais, 34 membres des Gordon Highlanders, 34 membres du Northumberland Fusiliers (en), 31 membres du King's Own Royal Regiment (en), 26 membres du King's Regiment (en), 20 membres du Suffolk Regiment (en), 17 membres du Royal Field Artillery (en), 11 membres du North Staffordshire Regiment (en), 11 membres du Royal Garrison Artillery (en), 10 membres du Royal Engineers, 9 membres du Corps royal des fusiliers du Roi, 9 membres du Machine Gun Corps (en), 7 membres du Cheshire Regiment (en), 5 membres du régiment du Worcestershire, 3 membres du Gloucestershire Regiment, 2 membres du Royal Welsh Fusiliers (en), 2 membres de l'Army Service Corps (en), 1 membre du South Lancashire Regiment (en), 1 membre du South Wales Borderers, 1 membre du Pembroke Yeomanry (en), 1 membre du Middlesex Regiment (en), 1 membre du Royal Warwickshire Regiment (en), 1 membre du Black Watch, 1 membre de la Royal Air Force, 1 membre de l'East Lancashire Regiment (en), 1 membre du Queen's Own Royal West Kent Regiment (en) et 1 membre du Machine Gun Corps (en).
La victime indienne appartenait au Indian Royal Artillery.

## Pour approfondir